# Maler von Boston CA

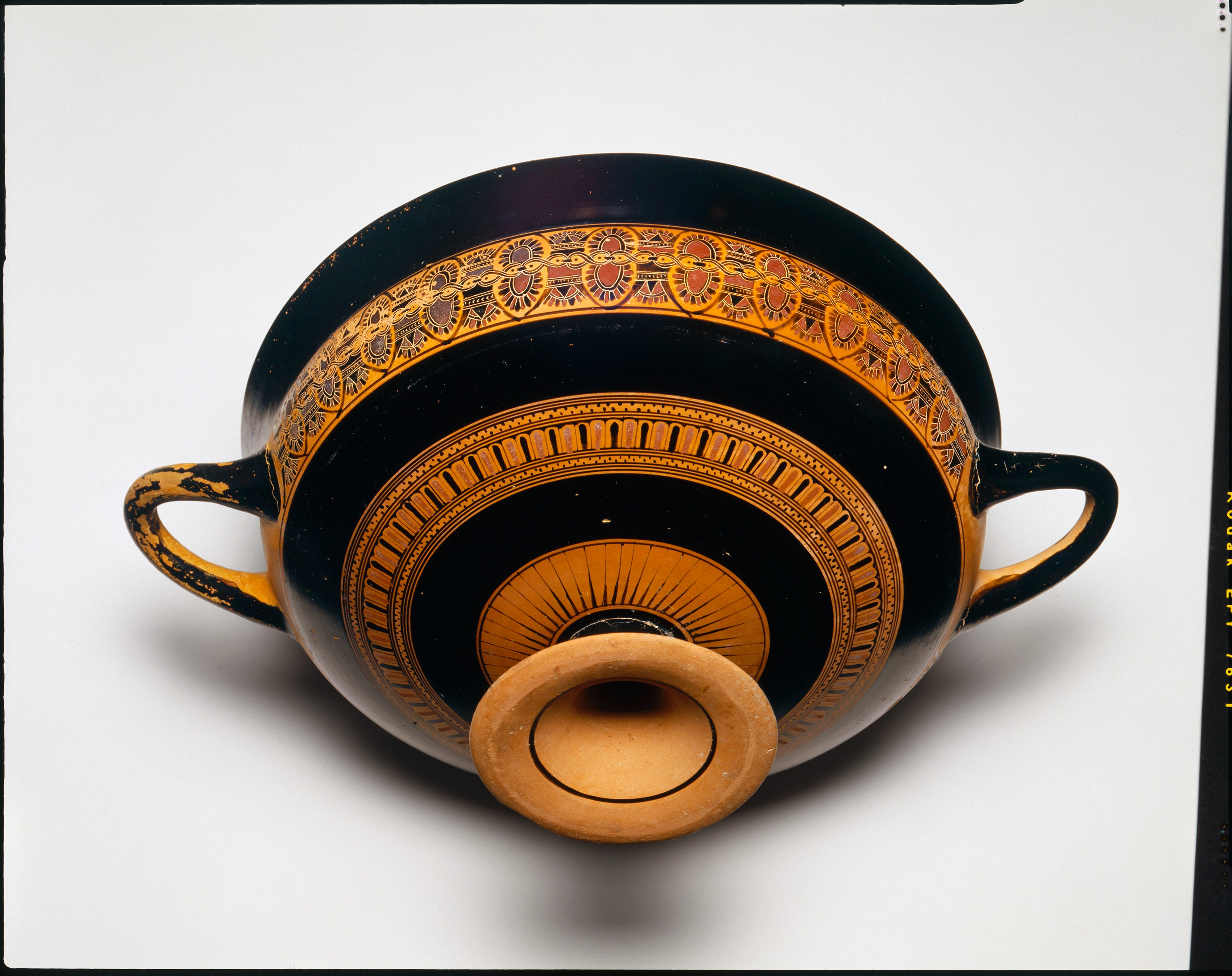
Sianaschale des Malers von Boston CA im Metropolitan Museum of Art (12.234.3), um 560/50 v. Chr.

Der Maler von Boston CA (auch Maler von Boston C.A.) war ein attisch-schwarzfiguriger Vasenmaler. Seine Werke werden etwa in den Zeitraum zwischen 575 und 555 v. Chr. datiert.
Seinen Notnamen erhielt der Maler von Boston CA nach seiner Namenvase, die sich in Boston befindet und Kirke mit Acheloos zeigt. Er gilt neben dem C-Maler und dem Heidelberg-Maler als einer der drei Sianaschalen-Maler von nennenswerter Qualität. Sein Stil erinnert an den des C-Malers. Einige seiner Sianaschalen weisen schwarze Lippen auf, wie sie später für Bandschalen typisch wurden. Das Pflanzenornament einer seiner Vasen erinnert stark an die Arbeiten der Komasten-Gruppe.